# Pla de les Falgueres

El Pla de l'Óssol, respecte del terme de Granera

El pla de les Falgueres és un pla del terme municipal de Granera, al Moianès.
És a la zona central-oriental del terme, a prop i al sud-est de la masia de Tantinyà, a migdia de la capçalera del torrent de Tantinyà i a ponent de l'extrem nord-oest de la carena de les Illes. És enlairat a la dreta del torrent del Salamó, i pels peus -sud- del pla de les Falgueres discorre el camí del Salamó.